# Маттер, Мани
Ганс Петер «Мани» Маттер (нем. Hans Peter «Mani» Matter; 4 августа 1936, Херцогенбухзе — 24 ноября 1972 под Кильхбергом) — швейцарский бард и юрист.

## Биография
Отец Мани Маттера Эрвин Маттер был юристом, мать Вильгельмина Маттер-де Хаан была родом из Нидерландов и работала секретаршей. Мани стал вторым ребёнком в семье, у него была родившаяся двумя годами раньше сестра. В семье Маттеров говорили в основном по-французски, хотя французский язык не был ни для кого из членов семьи родным. Мани Маттер был крещён под именем Ганс Петер, его мать звала его на французский манер Жан, сестра превратила это имя в «Нани», члены его скаутского отряда дали, в конечном итоге, будущему поэту имя «Мани», под которым он и вошел в историю поэзии. В профессиональной же и повседневной жизни он называл себя исключительно Ганс Петер.
Мани Маттер начал писать уже в 1944 году, находясь в рядах скаутов. Позже он вместе с друзьями организовал театральную труппу («кабаре») «Бернские трубадуры», выступавшую на вечерах юмора со скетчами и юморесками. В 1953 году умерла мать Мани, и он тяжело перенёс эту потерю. Психические переживания были настолько велики, что призывная комиссия сочла его непригодным для службы в армии. Окончив в 1955 году школу, Мани Маттер поступил в Бернский университет, где в течение одного семестра изучал германистику, а затем перешёл на юридический факультет.
В 1963 году Мани Маттер получил право на ведение юридической практики, в 1965 году защитил диплом на тему «Die Legitimation der Gemeinde zur staatsrechtlichen Beschwerde» («Юридические полномочия общины в рамках ведения государственно-правовых процессов»). Сезон 1967-68 годов Маттер провёл в Кембридже (Великобритания), где готовился к защите диссертации на тему «Die pluralistische Staatstheorie» («Плюралистическая теория государства»).
Со своей будущей супругой Джой Дёбели Мани Маттер познакомился в 1960 году на знаменитом швейцарском лыжном курорте Гриндельвальд. Её мать была англичанкой по происхождению. Сама Джой работала учительницей старших классов. 30 марта 1963 года они поженились. Джой Дёбели работала в Биле в 30 км к западу от Берна, поэтому в первое время они жили на полпути от Берна до Биля, в городе Мюнхенбуксе. Мани Маттер к этому времени занял должность ассистента профессора государственного права Р. Боймлина в Бернском университете.
В 1964 году супруги переехали в Берн, где у них родилось трое детей: дочери Сибилла (1964), Мерет (1965) и сын Ули (1967). Сезон 1967-68 годов семья провела в Кембридже, где Мани Маттер работал над своей диссертацией. В 1970 году Маттер начал в Берне карьеру городского служащего на посту юридического советника правительства города Берна. В этом же году его пригласили прочитать курс лекций по государственному праву в Бернском университете.
Политическая деятельность Мани Маттера нашла своё непосредственное отношение в его творчестве. В конце 50-х годов он вступил в члены основанной в 1956 году политической группировки «альтернативного» характера «Молодой Берн». «Молодые бернцы» обвиняли крупные политические партии в косности и отсутствии свежих идей, и активно участвовали в выборах на кантональном уровне. Мани Маттер дважды неудачно выступал кандидатом он «Молодого Берна» на выборах: в 1959 году в качестве кандидата на место в городском совете, а в 1962 году он претендовал на депутатское кресло в парламенте кантона Берн. В 1964—1967 годах Мани Маттер был председателем организации «Молодой Берн».
Возвращаясь домой в Берн после концерта в Рапперсвиле, 24 ноября 1972 года Мани Маттер попал на дороге в снежный буран и погиб в автомобильной катастрофе. 29 ноября 1972 года после церемонии отпевания в протестантской церкви, Мани Маттер был похоронен в фамильном склепе на Бремгартенском кладбище в Берне.

## Творчество
Бардовской песней (шансоном) Мани Маттер «заразился» в возрасте 13 лет, когда случайно наткнулся на пластинку знаменитого французского шансонье Мориса Шевалье. В дальнейшем на него огромное влияние оказали исполняемые под гитару песни другого француза — Жоржа Брассенса, записи которого появились в Швейцарии примерно в 1952 году. В 1953 году Мани Маттер написал своё первое стихотворение «Dr Rägewurm» («Дождевой червяк»), положив её на мелодию Жоржа Брассенса.
Первым слушателем песен и стихов Мани Маттера был его друг, священник Клаус Шеделин. Именно он продемонстрировал записи песен Маттера заведующему редакцией развлекательных программ бернского радио Гвидо Шмецеру. 28 февраля 1960 года Мани Маттер был впервые приглашен для участия в радиопередаче «Калейдоскоп», в рамках которой он исполнил четыре песни. Всего в период с 1958 по 1965 годы Маттер записал четыре пластинки с песнями развлекательного характера, ставшими популярным рождественским подарком.
Первый концерт перед широкой публикой Мани Маттер дал в сезон 1965-66 годов. Произошло это в рамках выступления труппы «Бернские трубадуры» в знаменитом бернском «Theater an Zytglogge» («Театр у колокольни»). Именно благодаря сольным номерам Мани Маттера «Бернские трубадуры» (Руди Кребс, Мани Маттер, Якоб Штикельбергер, Бернхард Штирнеманн) стали известны и популярны во всей немецкоязычной Швейцарии. После кембриджского перерыва Мани Маттер продолжил выступления, но теперь уже в более камерном составе (вместе с Я. Штикельбергером и Ф. Видмером), а с 1971 года Маттер начал сольную карьеру.
Официальную дискографию Мани Маттера принято отсчитывать с 1966 года, когда Х.Рамзайер и Р.Аттенхофер выпустили в только что основанном издательстве Zytglogge Verlag небольшой диск I han en Uhr erfunde («Я изобрел часы…»). В 1967 году последовал диск Alls wo mir id Finger chunnt («Все, что ни попадает мне в руки…»), а в 1970 — пластинка Hemmige («Препятствия»). В 1972 году дискографию барда пополнил альбом Betrachtige über nes Sändwitsch («Размышления о бутерброде»), а в 1973 году, уже после смерти М.Маттера, вышел лично им составленный сборник Ir Ysebahn («На железной дороге»).
Издавались стихи Маттера не только на дисках, но и в форме поэтических сборников. В 1965 году в издательстве «Benteli Verlag» вышла антология бернского шансона. Среди прочих стихов были там и три песни Мани Маттера. В 1969 году цюрихский издатель Эгон Аманн издал его первый «сольный» сборник стихов Us emene lääre Gygechaschte («Из пустого скрипичного футляра»), который в том же году был удостоен литературной премии города Берн. На полученные деньги Мани Маттер приобрел электроорган марки Farfisa Keyboard, на котором он с удовольствием экспериментировал.
В одном из своих интервью на вопрос о том, как рождаются его стихи и песни, Мани Маттер ответил, что в начале творческого процесса, как правило, находятся «абстрактные идеи, формальные находки, которые я затем пытаюсь реализовать». Интересны его высказывания относительно языка. Мани Маттер писал свои песни исключительно на бернском диалекте немецкого языка. Маттер объяснял такой выбор тем, что по его собственным словам Мани Маттер просто не умел писать стихи на литературном немецком. Кроме того, он не предполагал, что кто-то будет серьёзно воспринимать его творчество, а потому на внимание аудитории в других немецкоязычных странах он даже не рассчитывал, отсюда решение петь и писать на бернском диалекте. Наконец, по мнению Маттера, диалект менее «затаскан» с литературной точки зрения, он более гибок и позволяет изобретать новые рифмы. На вопрос о том, как он умудряется совмещать в своей душе юриста и «трубадура», Мани Маттер ответил, что «на самом деле разница здесь весьма небольшая — в обоих случаях речь идет о поиске наиболее точной формулировки». Решение петь на бернском диалекте привело к тому, что Мани Маттер остался исключительно швейцарским явлением и неизвестен в других странах.

## Книги о Маттере
- Франц Холер (Hg.): Mani Matter. Ein Porträtband, Benziger, Zürich/Köln 1977
  - wesentlich erweiterte Neuauflage: Benziger, Zürich 1992
- Christine Wirz: Mani Matter. Vom Värslischmid, der ein Poet war, Stämpfli, Bern 2002, ISBN 978-3-7272-1295-6